# Atrofia ottica
Per  atrofia ottica  in campo medico, si intende una diminuzione anormale delle dimensioni della papilla ottica.

## Tipologia
Si distingue la forma primaria da quella secondaria:
- Atrofia ottica primaria, la papilla, bianca mostra una depressione anormalmente ingrandita;
- Atrofia ottica secondaria, dove la papilla diventa grigia e i margini non sono più netti come in quella primaria. La depressione è completamente riempita.

## Eziologia
Le cause possono essere di diversa natura, occorre sia una natura infiammatoria, dovuta a una stenosi (una grave occlusione) della retina, ad un avvelenamento (come nel caso dell'arsenico) o ad un eccessivo consumo di alcool, ma la causa scatenante può essere anche di natura congenita.

## Diagnosi correlate
La progressiva degenerazione delle fibre può essere a sua volta sintomo di una qualche patologia associata, come nel caso di diabete, glaucoma, anemia perniciosa e l'arteriosclerosi.